# Axel E. Lindh
Axel Edvin Lindh, Axel E. Lindh, född 10 januari 1888 i Lund, död 14 augusti 1960 i Lund, var en svensk fysiker. 
Axel Lindh blev filosofie kandidat 1914, filosofie magister 1915, filosofie licentiat 1922 och disputerade för filosofie doktorsgraden vid Lunds universitet 1923 på avhandlingen Experimentelle Untersuchungen über die K-Röntgenabsorptionsspektra der Elemente Chlor, Schwefel und Phosphor. Han var amanuens vid fysiska institutionen vid Lunds universitet 1919–1920, assistent där 1920–1923 och 1925–1926, blev docent i fysik där 1923 och tillförordnad professor där 1923–1925 samt professor vid Chalmers tekniska institut 1932–1937 och vid Uppsala universitet 1937–1954. 
Lindh invaldes som ledamot av Vetenskapsakademien 1934 och var från 1935 ledamot av Nobelkommittén för fysik samt ledamot av Kungliga Vetenskaps- och Vitterhetssamhället i Göteborg.
Axel Lindh var son till Per Lindh och Thilda Lindh, född Roos, samt gifte sig 1917 med Emma Svensson. Makarna Lindh är begravda på Norra kyrkogården i Lund.